# San Vicente (Roda de Isábena)

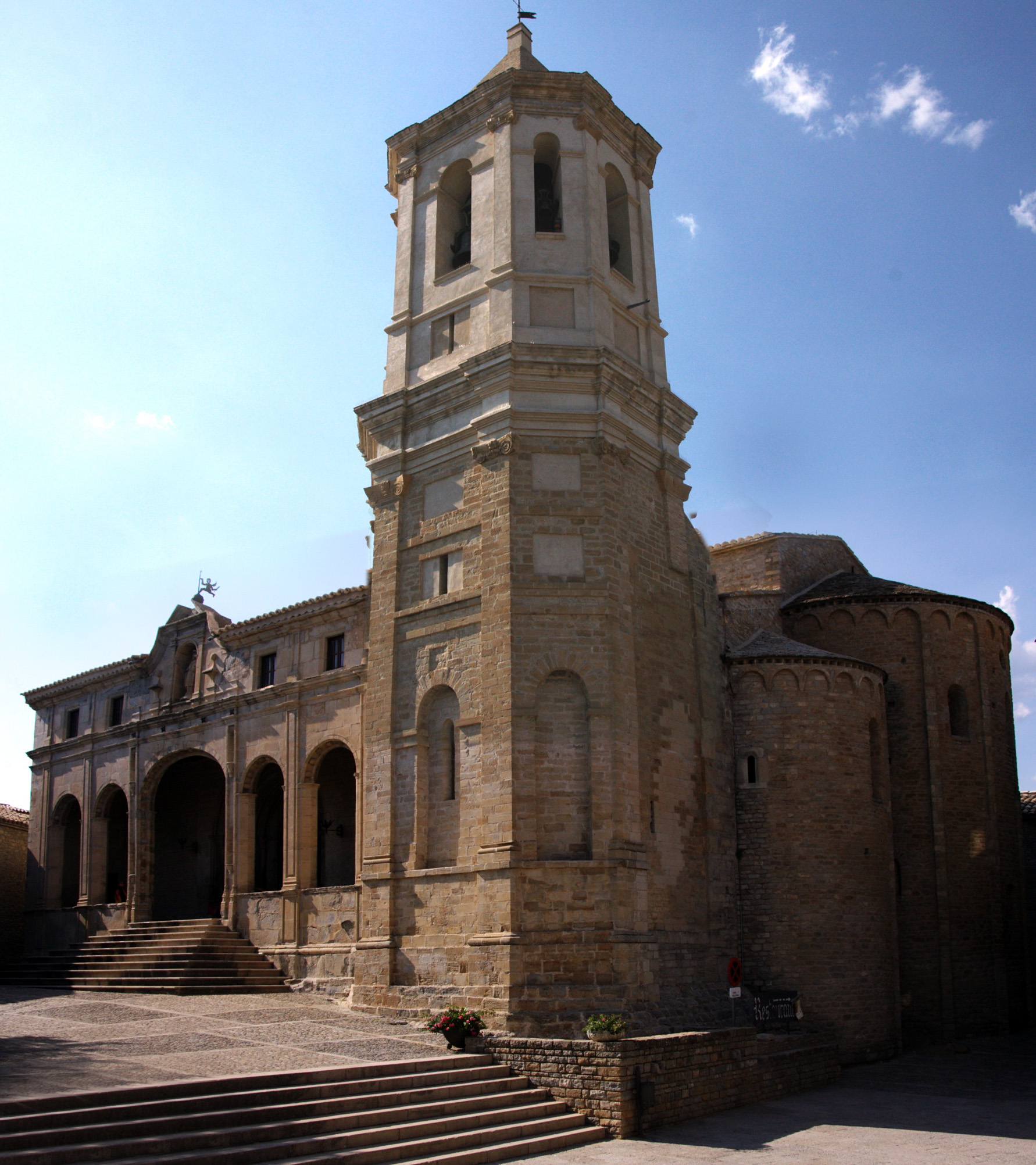
Kathedrale San Vicente

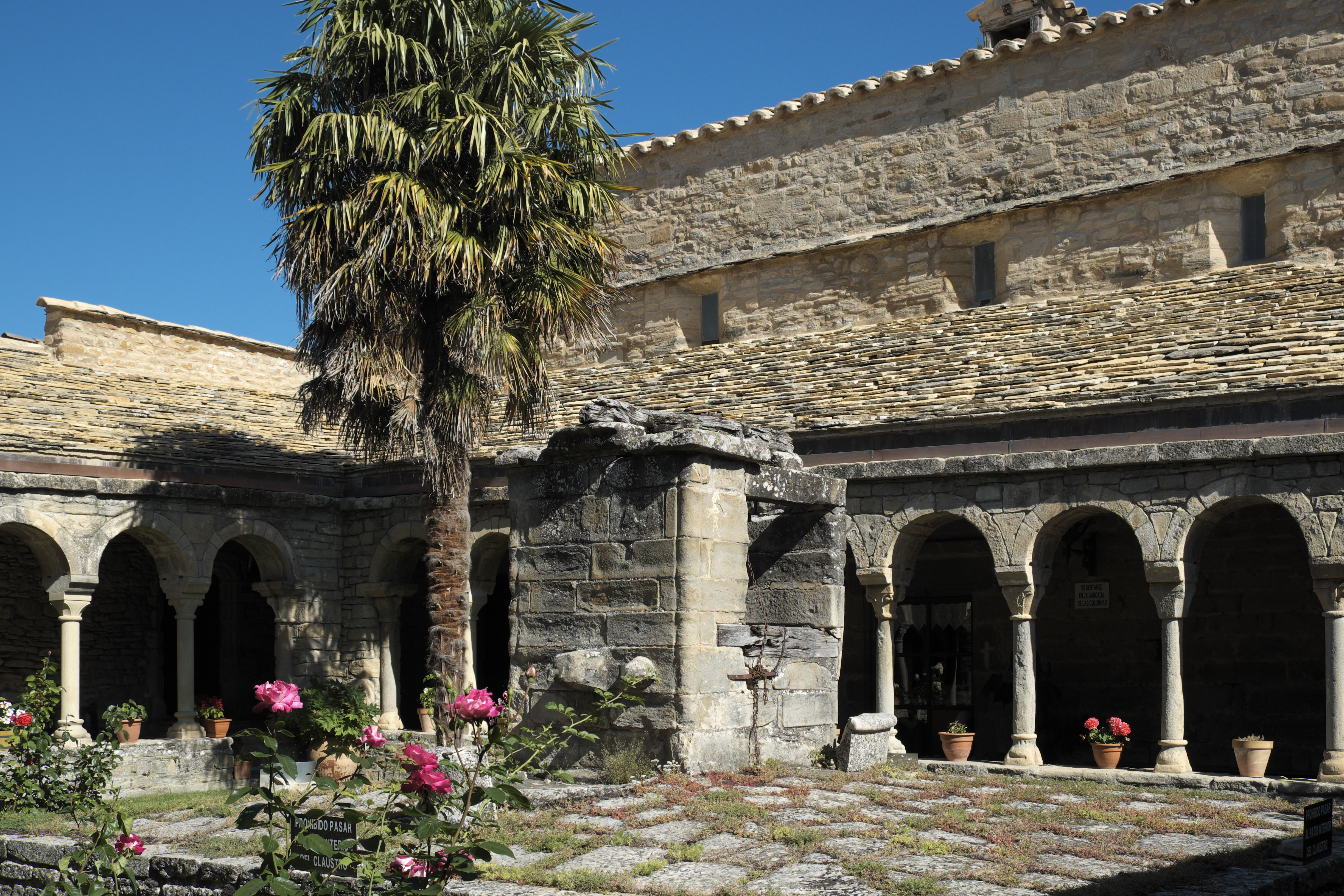
Kreuzgang

Die katholische Pfarrkirche San Vicente, auch San Vicente y San Valero, in Roda de Isábena, einem Ort in der Provinz Huesca in der autonomen spanischen Region Aragonien, ist eine ehemalige Kathedrale, die zu Beginn des 11. Jahrhunderts errichtet wurde. Zu den besonderen Sehenswürdigkeiten der Kirche gehören der Sarkophag des heiligen Raimund von Roda (1067–1126), Wandmalereien aus der Zeit um 1200 und mittelalterliche Inschriften im Kreuzgang. 1924 wurde die Kirche zum Baudenkmal (Bien de Interés Cultural) erklärt. Mit 40 Einwohnern ist Roda de Isábena der kleinste Ort in Spanien, der eine Kathedrale aufweisen kann.

## Geschichte
Bereits im 10. Jahrhundert wurde Roda de Isábena Bischofssitz. Im Jahr 957 weihte man eine erste Kathedrale und stellte sie unter das Patronat des Märtyrers Vinzenz von Valencia († um 304) und des heiligen Valerius († 315), der von 290 bis 315 als Bischof von Saragossa wirkte. Diese Kirche wurde bei den Einfällen von Abd-al-Malik, des Sohnes von Almansor, in die Ribagorza in den Jahren 1003 bis 1006 weitgehend zerstört. Zu Beginn des 11. Jahrhunderts erfolgte unter Sancho el Mayor der Wiederaufbau der Kathedrale, die um 1030 geweiht wurde. Regularkanoniker, die nach der Regel des heiligen Augustinus lebten, übernahmen die Betreuung der Kathedrale. Nach der christlichen Rückeroberung von Barbastro im Jahr 1101 verlegte der Bischof San Poncio seinen Sitz dorthin. Aufgrund von Intrigen des Bischofs von Huesca und nach Streitigkeiten mit dem örtlichen Adel wurde Raimund von Roda, Bischof von 1104 bis 1126, aus Barbastro vertrieben und suchte 1116 in Roda Zuflucht. Auch die Nachfolger von Bischof Raimund residierten in Roda de Isábena und nannten sich Bischöfe von Barbastro-Roda. Als 1149 Lleida aus maurischer Herrschaft zurückerobert worden war, wurde der Bischofssitz dorthin verlegt und die Kathedrale von Roda wurde Konkathedrale. 1573 kam Roda zum wieder neu erstandenen Bistum Barbastro, das 1995 in Bistum Barbastro-Monzón umbenannt wurde.

## Architektur

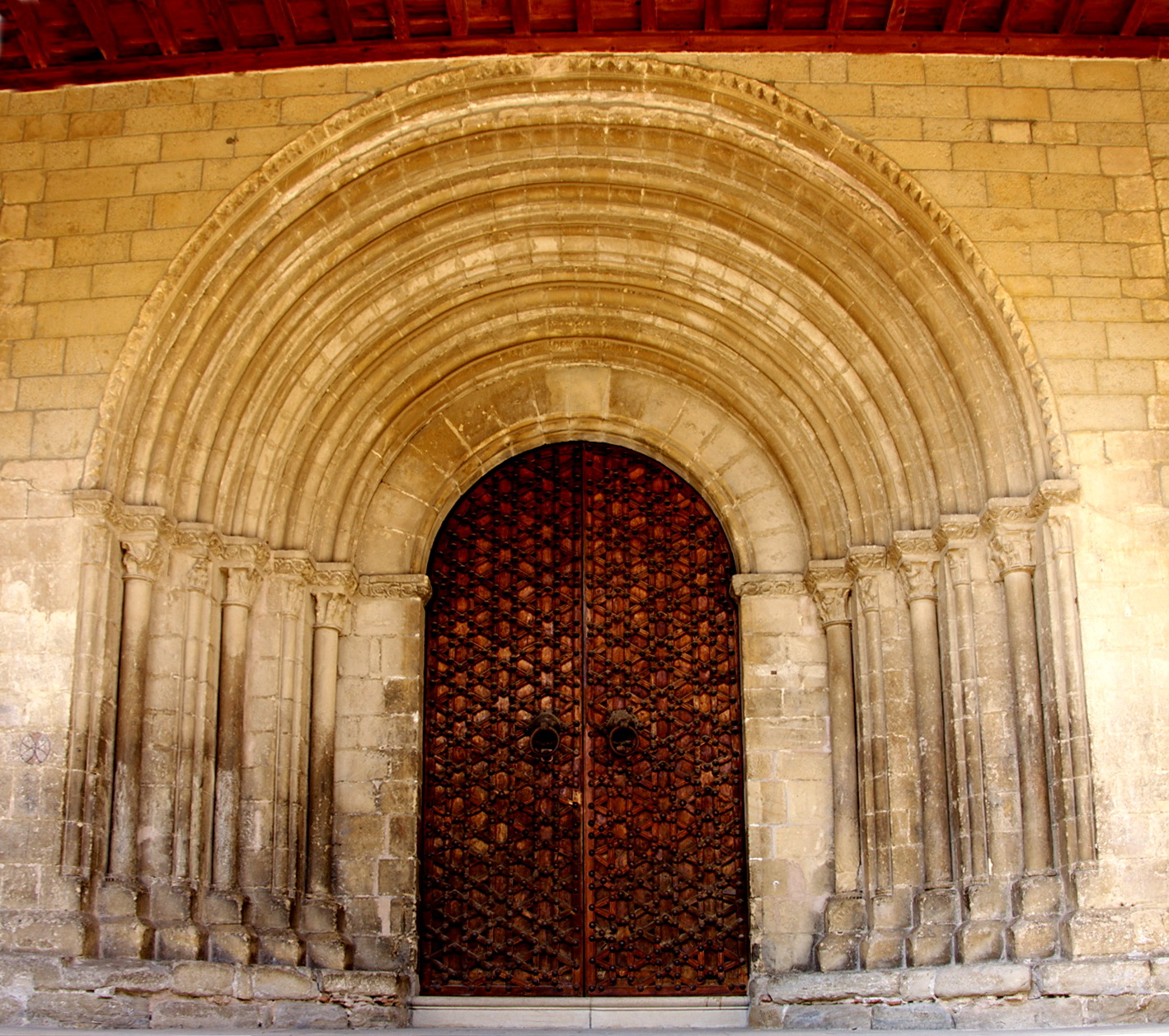
Portal

### Außenbau
An der Südseite der Kirche erhebt sich der achteckige Glockenturm. Er wurde Ende des 18. Jahrhunderts auf Grundmauern aus dem frühen 11. Jahrhundert errichtet, die auf lombardische Baumeister zurückgeführt werden. Der Unterbau des Turmes besteht aus Quadersteinen, der Aufbau aus Backstein. Beide Teile werden durch ein breites Gesims voneinander abgegrenzt. Die Eckpilaster sind mit Volutenkapitellen versehen. Das Untergeschoss gliedern rundbogige Nischenfelder, das Obergeschoss ist auf allen acht Seiten von rundbogigen Klangarkaden durchbrochen.
Die Außenmauern der Apsiden sind aus grob behauenen Quadern erbaut und mit Lisenen und Blendarkaden verziert. Unter dem Dachansatz verläuft ein Zahnfries.
Das Stufenportal gilt als ein Werk des 13. Jahrhunderts. Die Skulpturen der Kapitelle erinnern an die Reliefdarstellungen am Sarkophag des heiligen Raimund und nehmen die gleichen Themen auf. Auf der linken Seite sind die Verkündigung, Mariä Heimsuchung, die Geburt Christi, die Anbetung der Heiligen Drei Könige, die Flucht nach Ägypten dargestellt und auf der rechten Seite die Präsentation Jesu im Tempel, der Erzengel Michael mit der Seelenwaage, ein Bischof mit zwei Diakonen, die Enthauptung eines Märtyrers, der Kampf des Erzengels Michael mit dem Drachen. Die Holztüren im Mudéjarstil haben ihre ursprünglichen Eisenbeschläge bewahrt. Die Vorhalle wurde 1724 im Stil der Renaissance hinzugefügt.

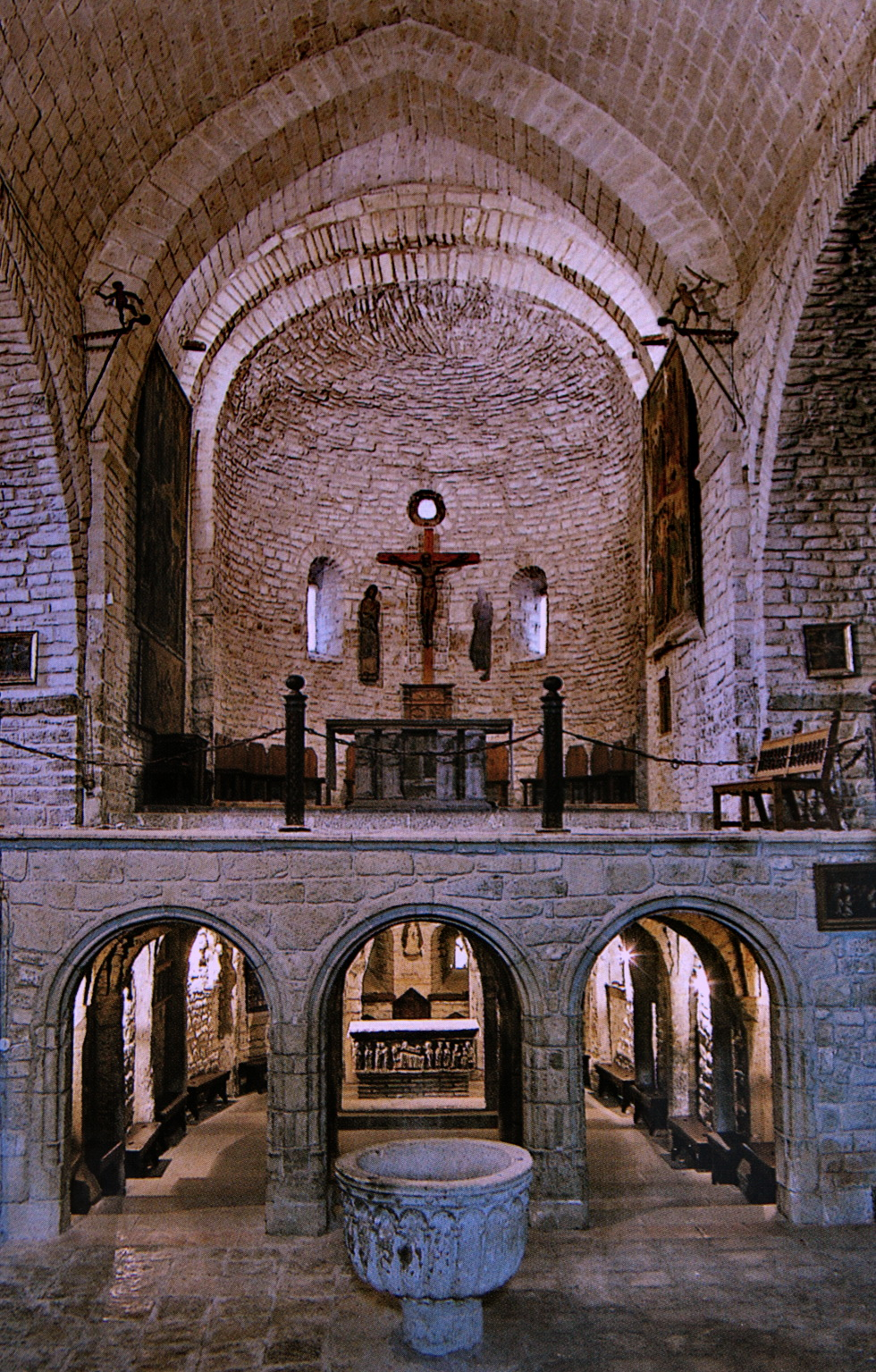
Innenansicht

### Innenraum
Die Kirche ist eine dreischiffige Basilika, deren Innenraum durch mächtige Pfeiler gegliedert wird. Das Hauptschiff ist mit einer Spitztonne gedeckt, die Seitenschiffe besitzen Kreuzgratgewölbe. Im Osten mündet das Langhaus in drei halbrund geschlossene Apsiden, die in unterschiedlicher Höhe über dem Niveau des Langhauses liegen. Die nördliche Apsis wurde im 16. Jahrhundert zur Sakristei umgebaut. Die Achskapelle liegt zwei Meter höher als das Langhaus und ist dem heiligen Vinzenz gewidmet. Unter den Apsiden liegen drei Krypten.

## Krypten

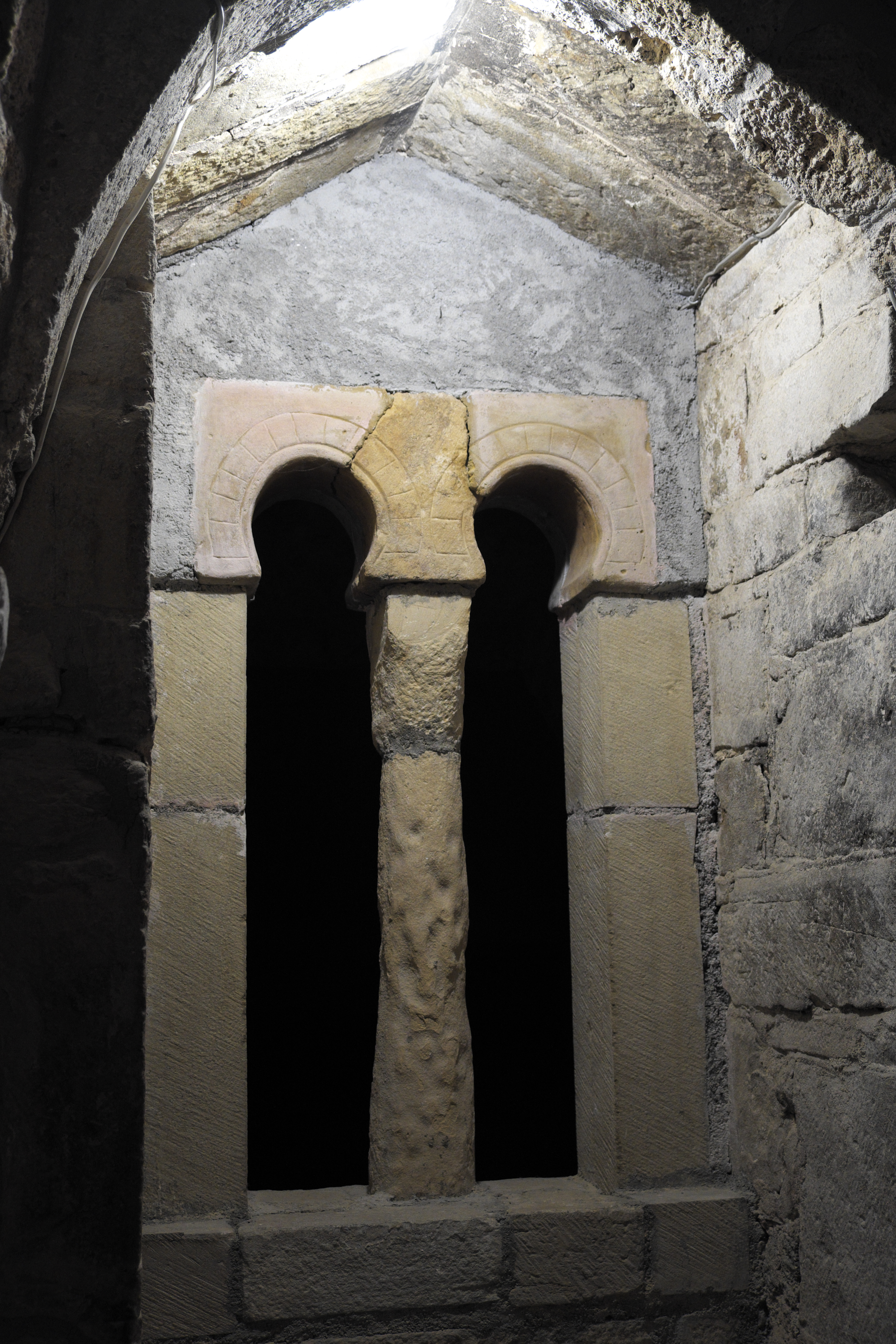
Zwillingsfenster mit Hufeisenbögen

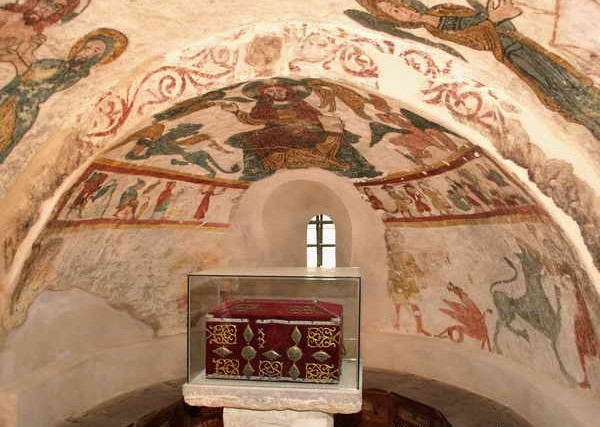
Deckenmalereien

Die mittlere Krypta wurde 1125 für die Aufnahme der sterblichen Überreste des heiligen Raimund von Roda angelegt und ist die größte der drei Krypten. Sie besitzt drei Schiffe mit je drei Jochen über einem rechteckigen Grundriss und schließt mit einer halbrunden Apsis. Den Eingang bildet eine Dreierarkade, die 1650 errichtet wurde. Die südliche Krypta weist an ihrer Süd- und Nordwand Blendarkaden auf, darunter auch einen Hufeisenbogen.
In der nördlichen Krypta sind Wand- und Deckenmalereien aus der Zeit um 1200 erhalten. Auf der Kalotte der Apsis ist Christus als Pantokrator dargestellt, mit einem Buch in der linken Hand und umgeben von den Evangelistensymbolen. Die Malereien an den Wänden haben Tierkreiszeichen und Monatsbilder zum Thema. Auf dem Tonnengewölbe werden die Taufe Jesu und der Erzengel Michael, der die Seelen wiegt, dargestellt. In dem Raum, der auch als Archiv und Schatzkammer genutzt wurde, sind noch fünf Tonkrüge erhalten, in denen das Öl aufbewahrt wurde, das die Bauern als Zehnt abliefern mussten. In der Mitte der Krypta befindet sich der Reliquienschrein des heiligen Valerius von Saragossa, dessen sterbliche Überreste um 1050 nach Roda überführt worden sein sollen. Nach der Legende diente der heilige Vinzenz von Valencia dem greisen Bischof Valerius von Saragossa als Diakon. Beide Heilige sind die Schutzpatrone der Kirche. Sie werden meist gemeinsam verehrt.

## Chorgestühl und Orgel
Im Westen des Langhauses sind das Chorgestühl aus Nussbaum von 1722 untergebracht und die Orgel, die 1653 eingebaut wurde.

## Ausstattung

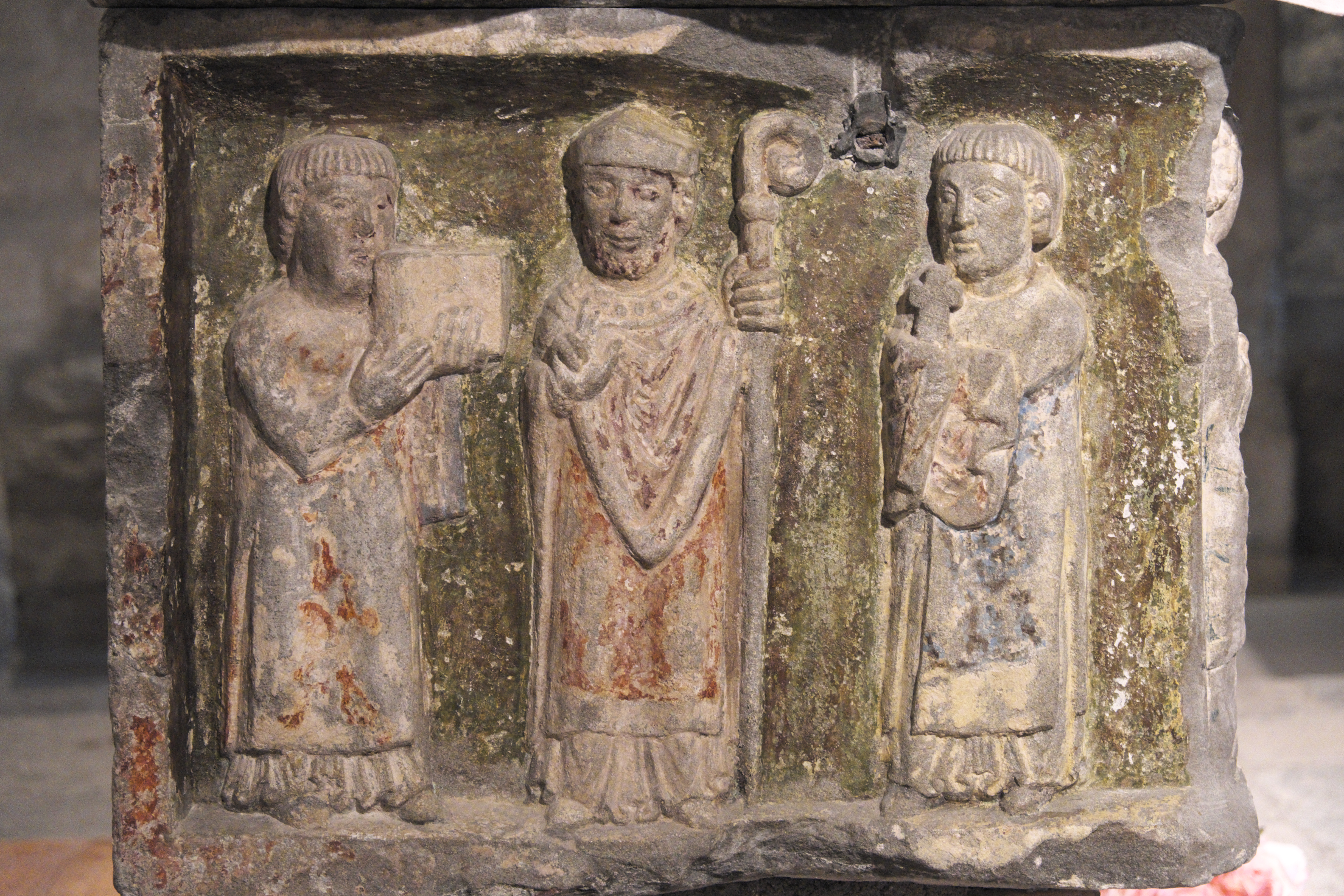
Sarkophag des heiligen Raimund, Raimund und zwei Diakone

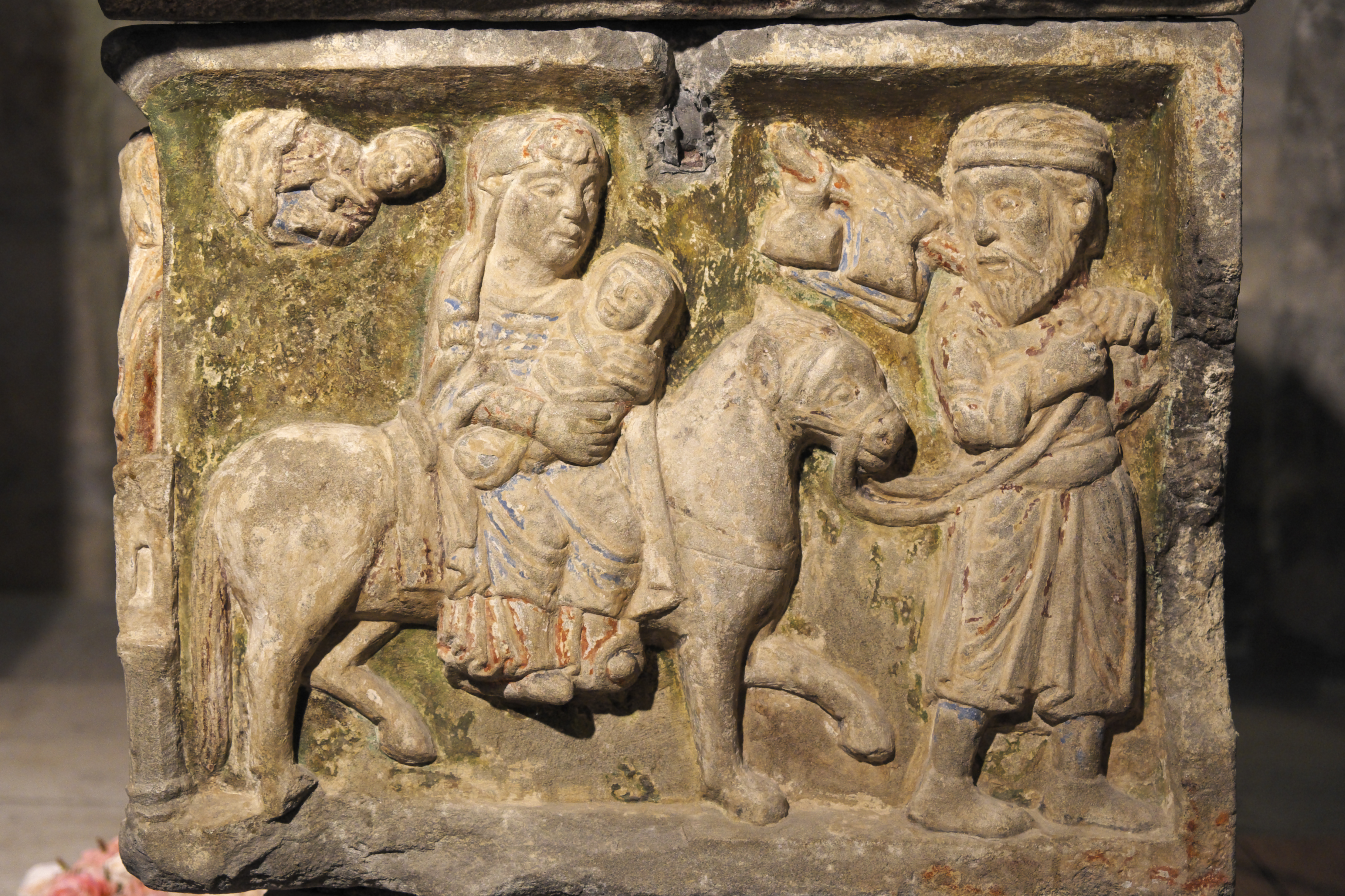
Flucht nach Ägypten

- In der mittleren Krypta ist der Sarkophag des heiligen Raimund von Roda aufgestellt, der um 1170 datiert wird. Er ist mit Reliefs versehen, die auf der Vorderseite die Szenen der Verkündigung, der Heimsuchung, der Geburt christi und der Anbetung der Heiligen Drei Könige darstellen. Auf den Seiten wird die Flucht nach Ägypten und Raimund von Roda als Bischof, umgeben von zwei Diakonen, dargestellt.
- Vom sogenannten Stuhl des heiligen Raimund, einem Klappstuhl aus dem 9. Jahrhundert, sind seit einem Diebstahl im Jahr 1979 nur noch Fragmente erhalten.

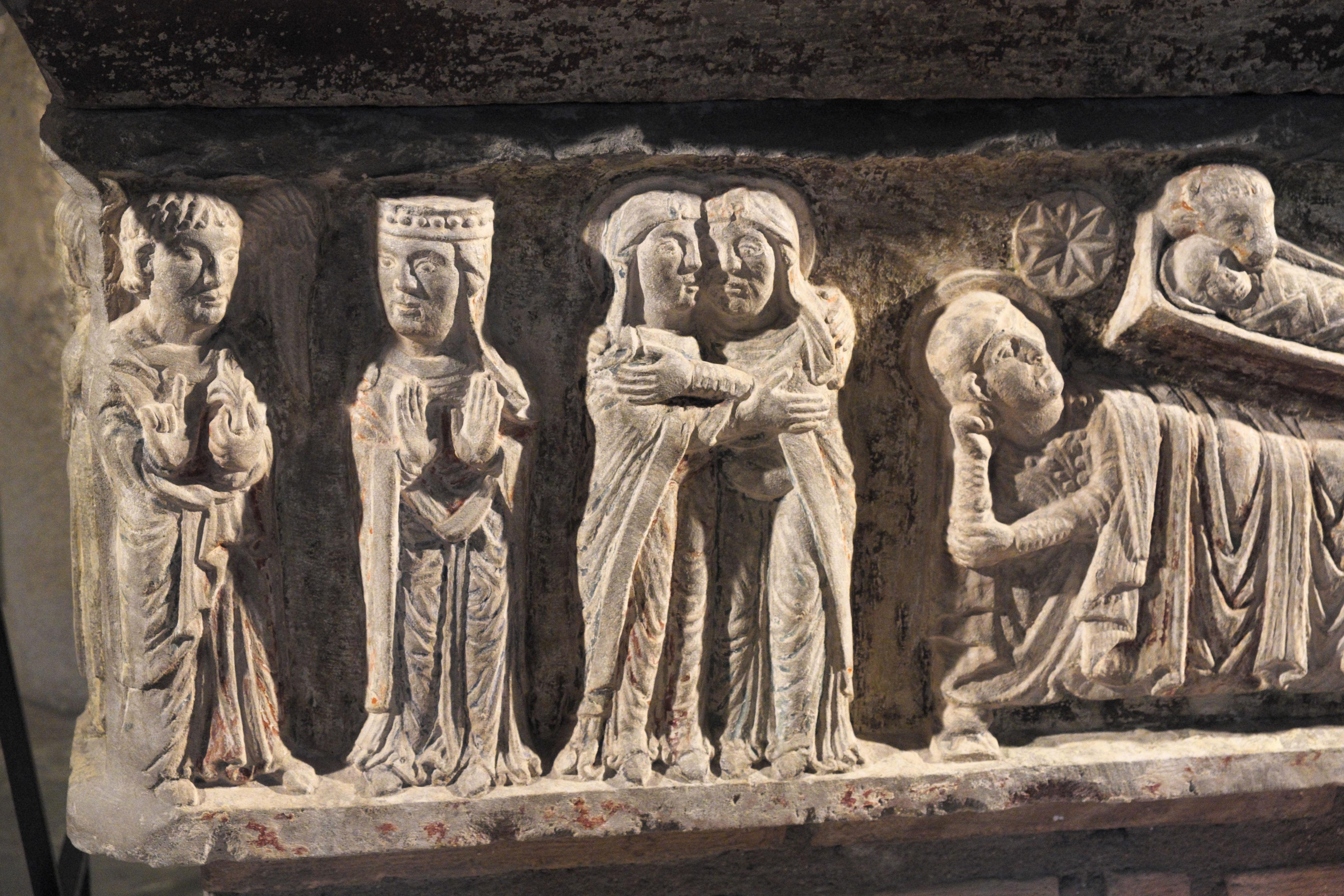
Heimsuchung
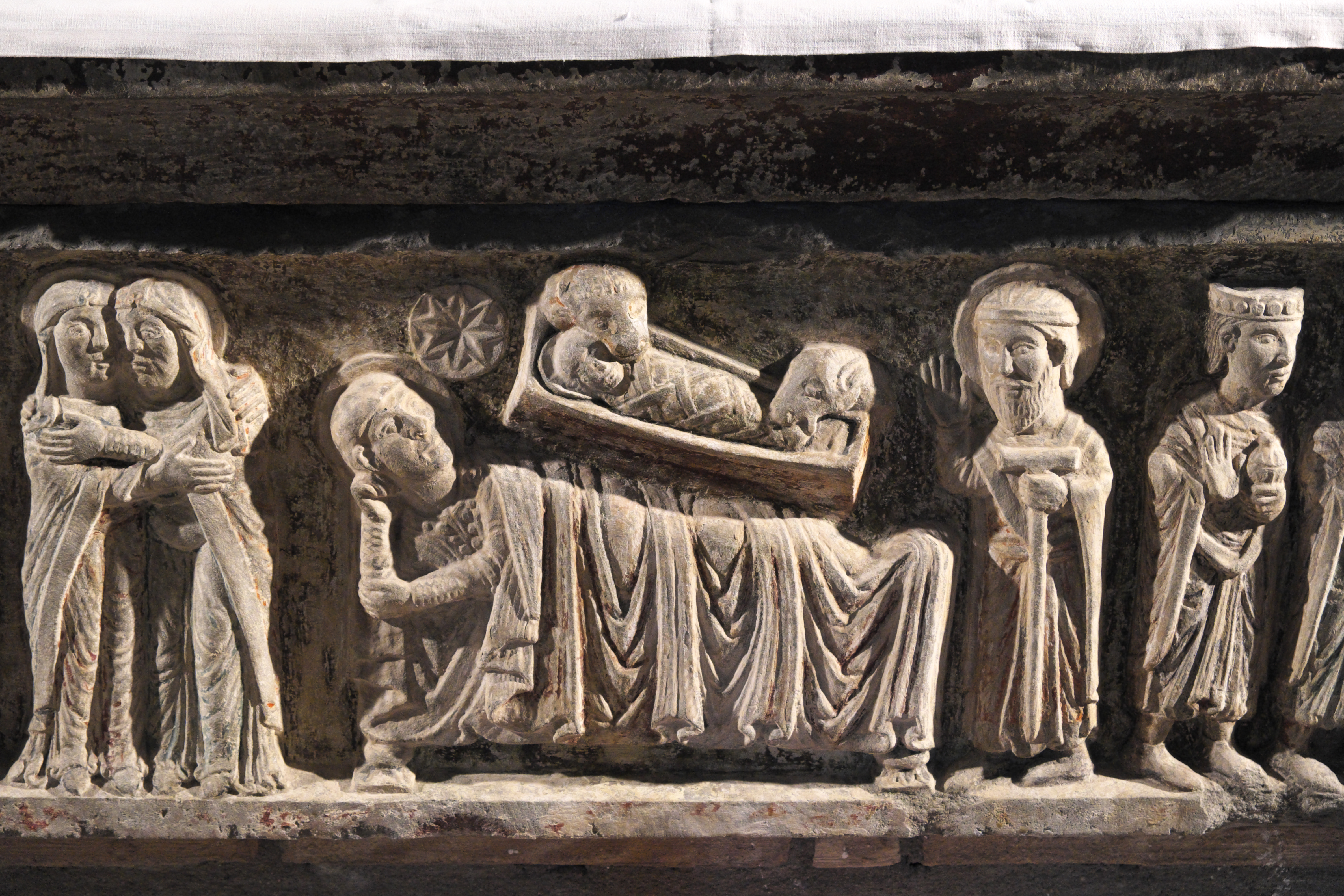
Geburt Christi
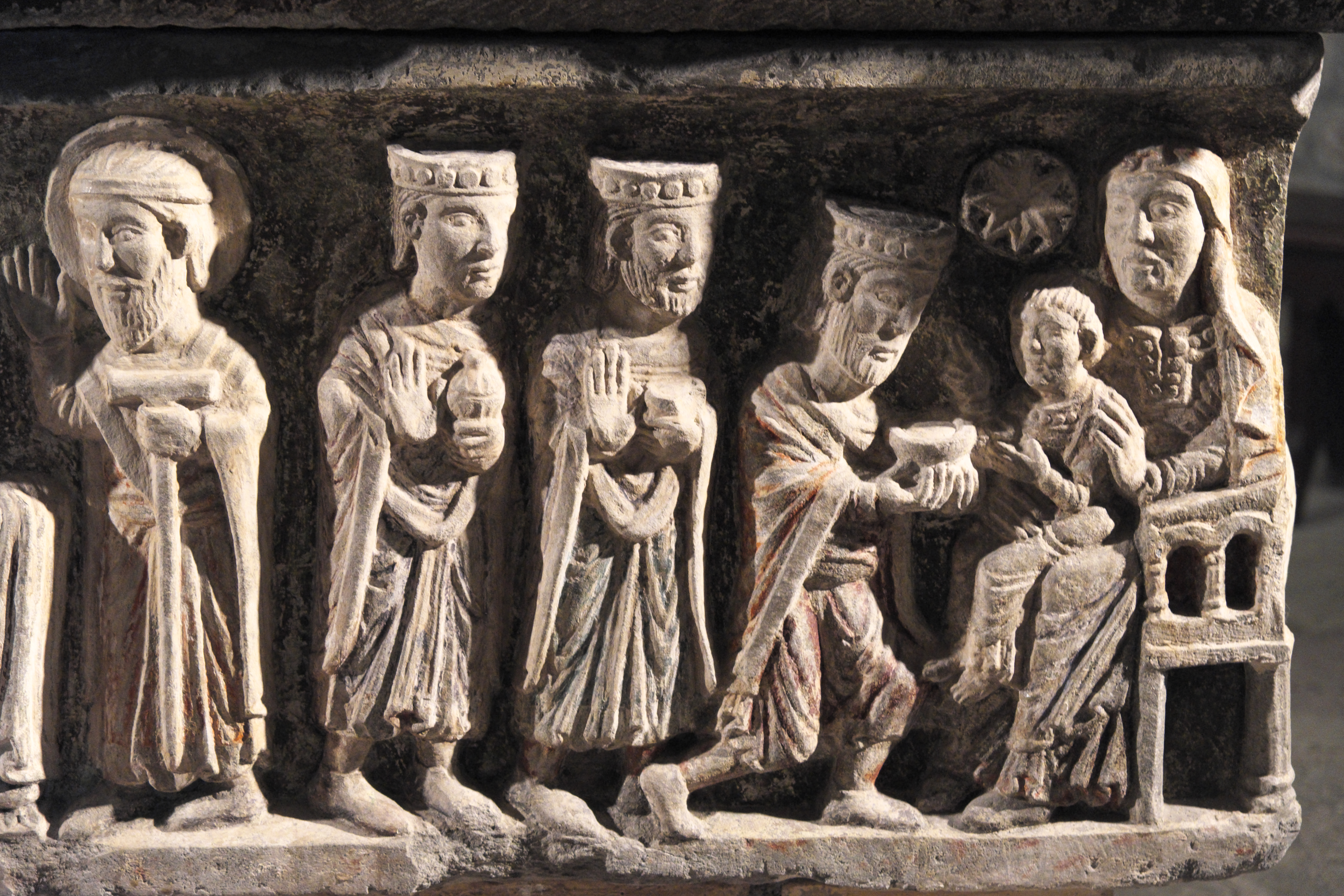
Anbetung der Heiligen Drei Könige

## Kapelle San Augustín
In der Kapelle San Augustín, die sich östlich des Kapitelsaales und im Norden der drei Apsiden anschließt, sind noch Reste von Fischgrätmauerwerk erhalten. Man schließt daraus, dass sie auf die Kapelle der nicht mehr erhaltenen Burg von Roda zurückgeht und vor dem Bau der ersten Kathedrale im 10. Jahrhundert errichtet wurde. An den Wänden sind Fragmente von Fresken erhalten, die in das 12. Jahrhundert datiert werden und Büsten von Heiligen unter Rundbogenarkaden darstellen.

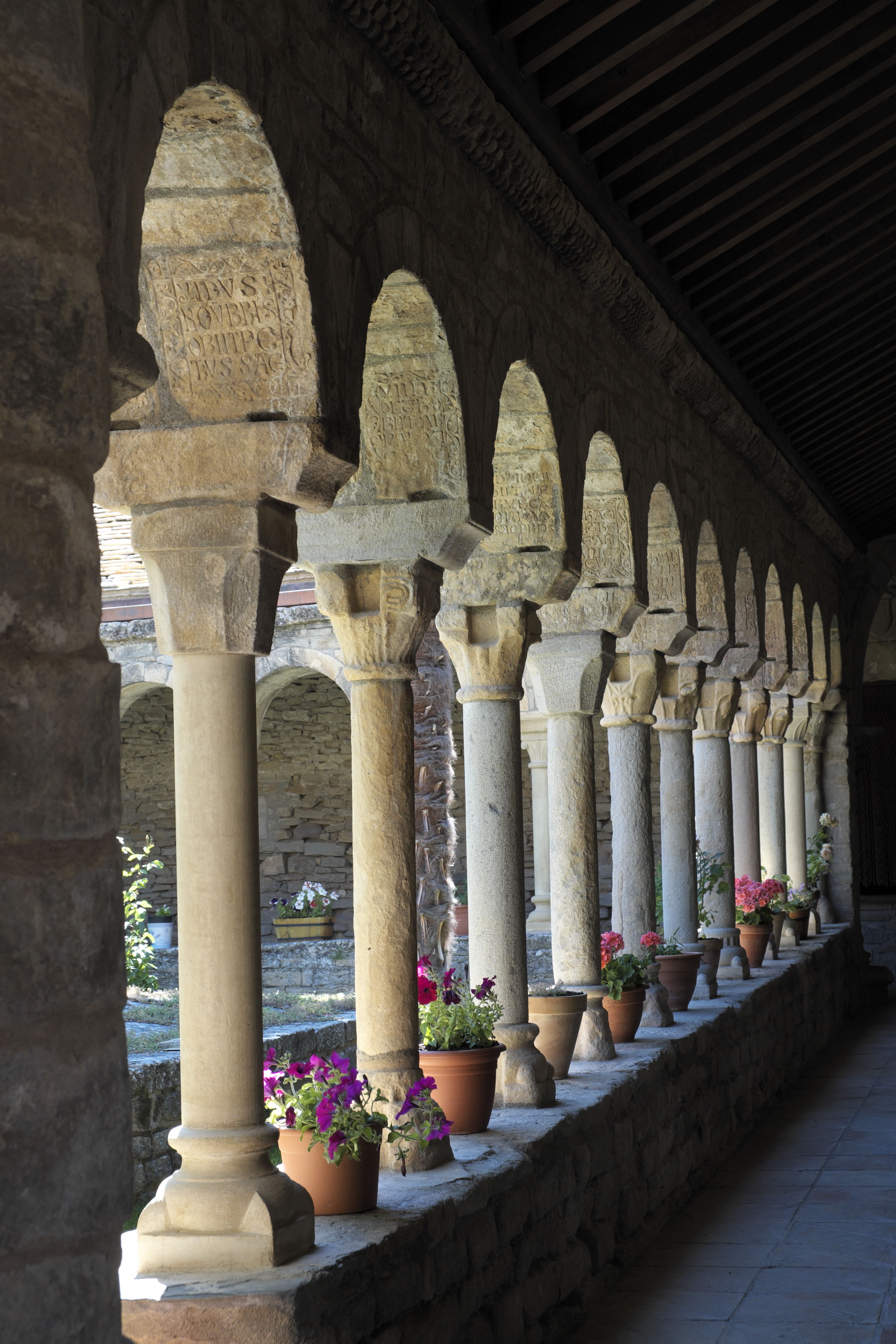
Kreuzgang

## Kreuzgang

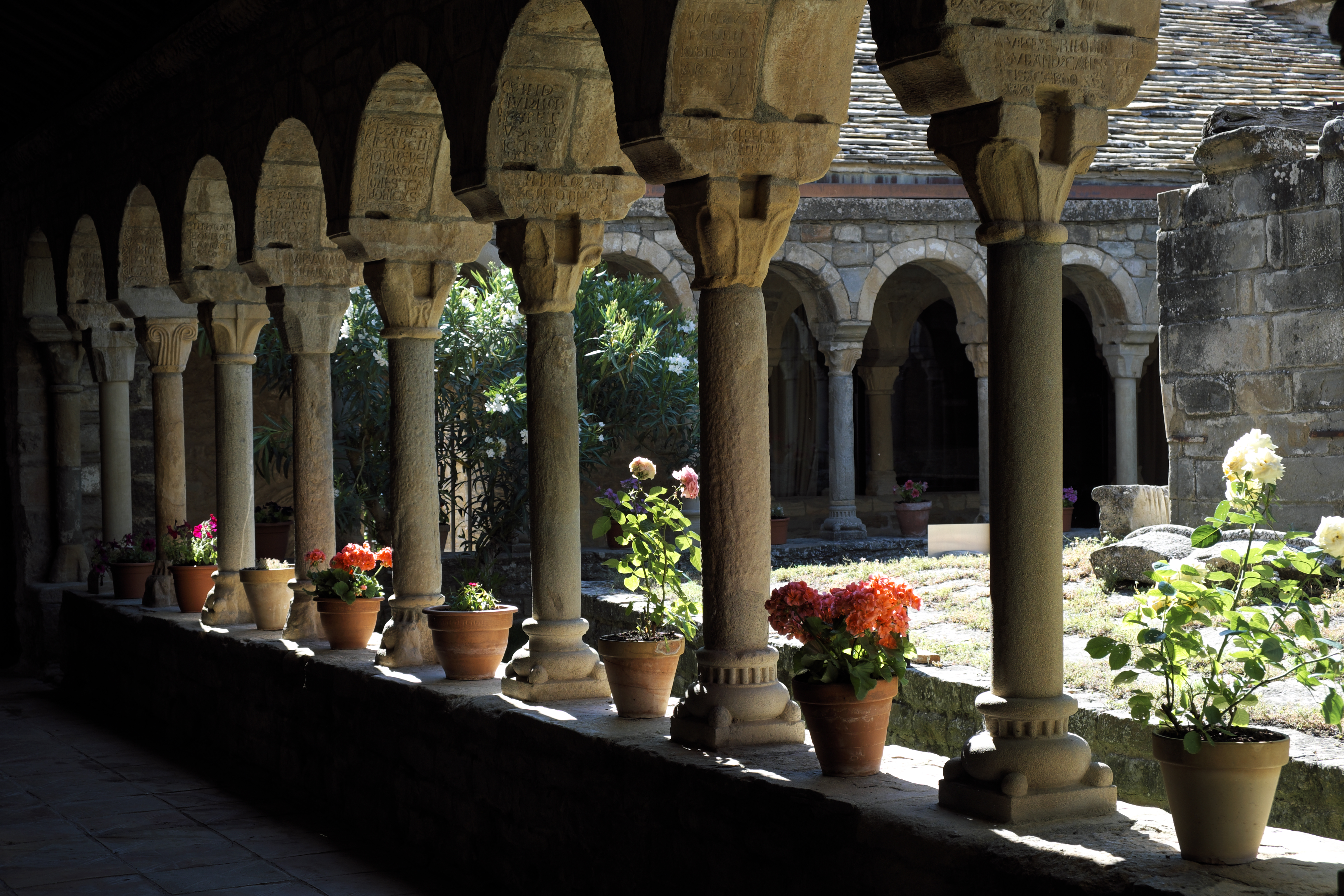
Kreuzgang

Der rechteckige Kreuzgang wurde zwischen 1136 und 1143 unter dem Bischof Gaufrido errichtet. In der östlichen Galerie befindet sich der Kapitelsaal. Im Nordflügel befand sich das Refektorium, in dem heute ein Restaurant eingerichtet ist.

Die Rundbogenarkaden ruhen auf schlanken Säulen, die mit kunstvoll skulptierten Kapitellen verziert sind. Neben geometrischen und floralen Motiven finden sich auch Skulpturen von Tieren, wie ein Hund, ein Hase und ein Pferd. Über den Arkaden verläuft unter dem Dachansatz ein Gesims mit einem Schachbrettfries. Auf den Deckplatten der Kapitelle, den Wölbsteinen und auf in den Wänden vermauerten Steinplatten sind Inschriften eingemeißelt, die an verstorbene Kanoniker erinnern. Sie reichen in die Zeit von der Mitte des 12. bis ins 15. Jahrhundert zurück. In der Mitte des Kreuzganges ist ein Auffangbecken für Regenwasser (Aljibe) erhalten.

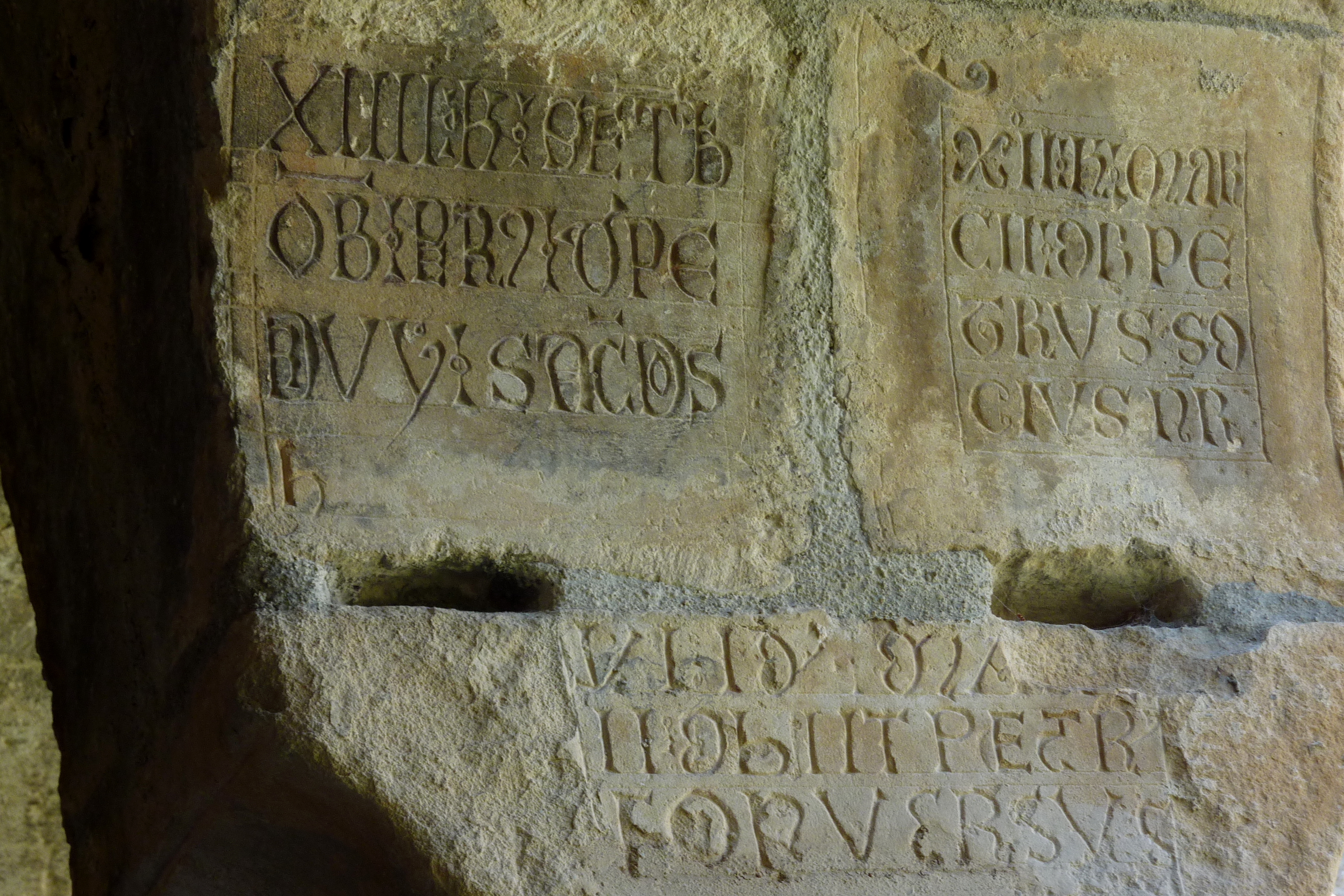
Inschriften
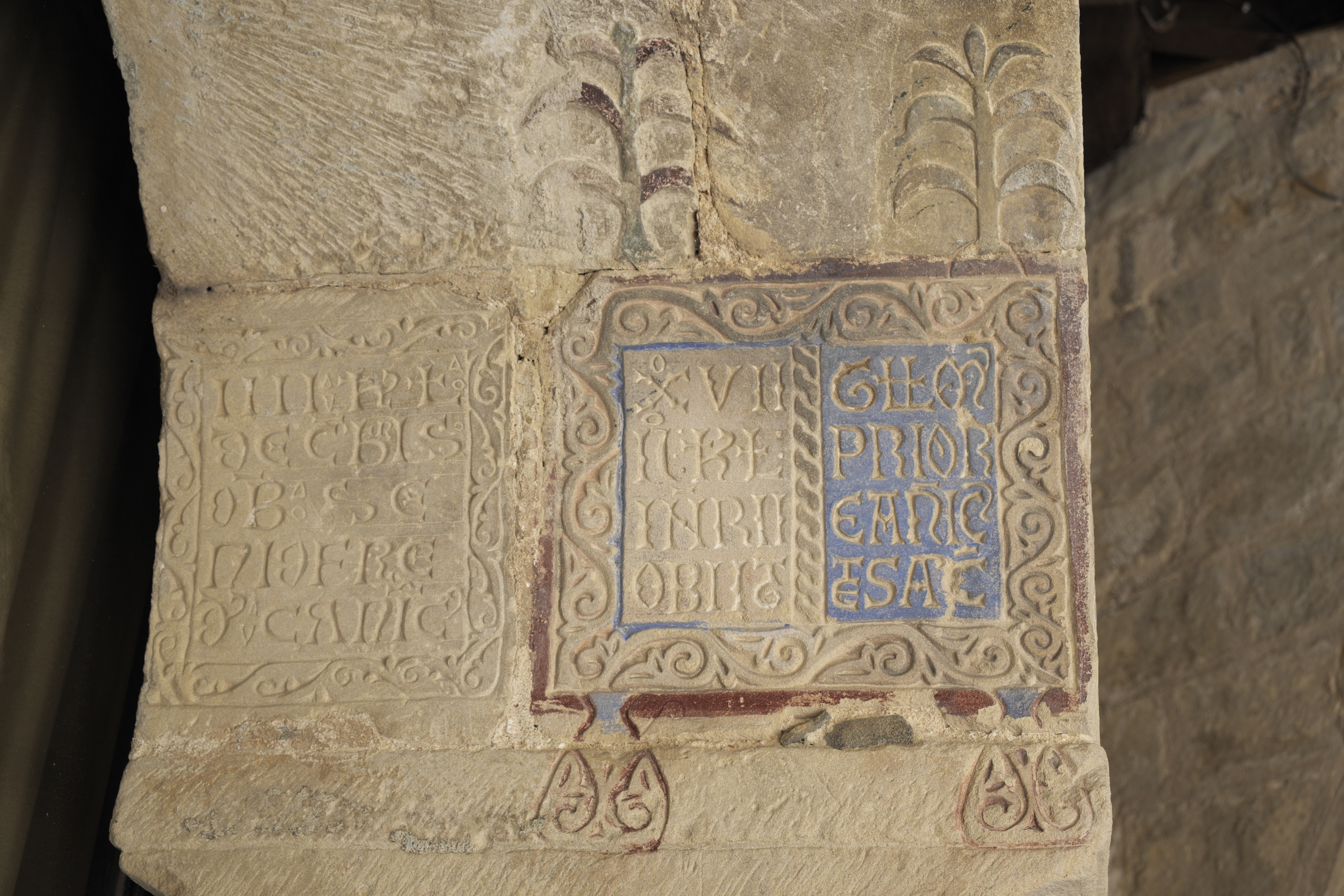
Inschriften
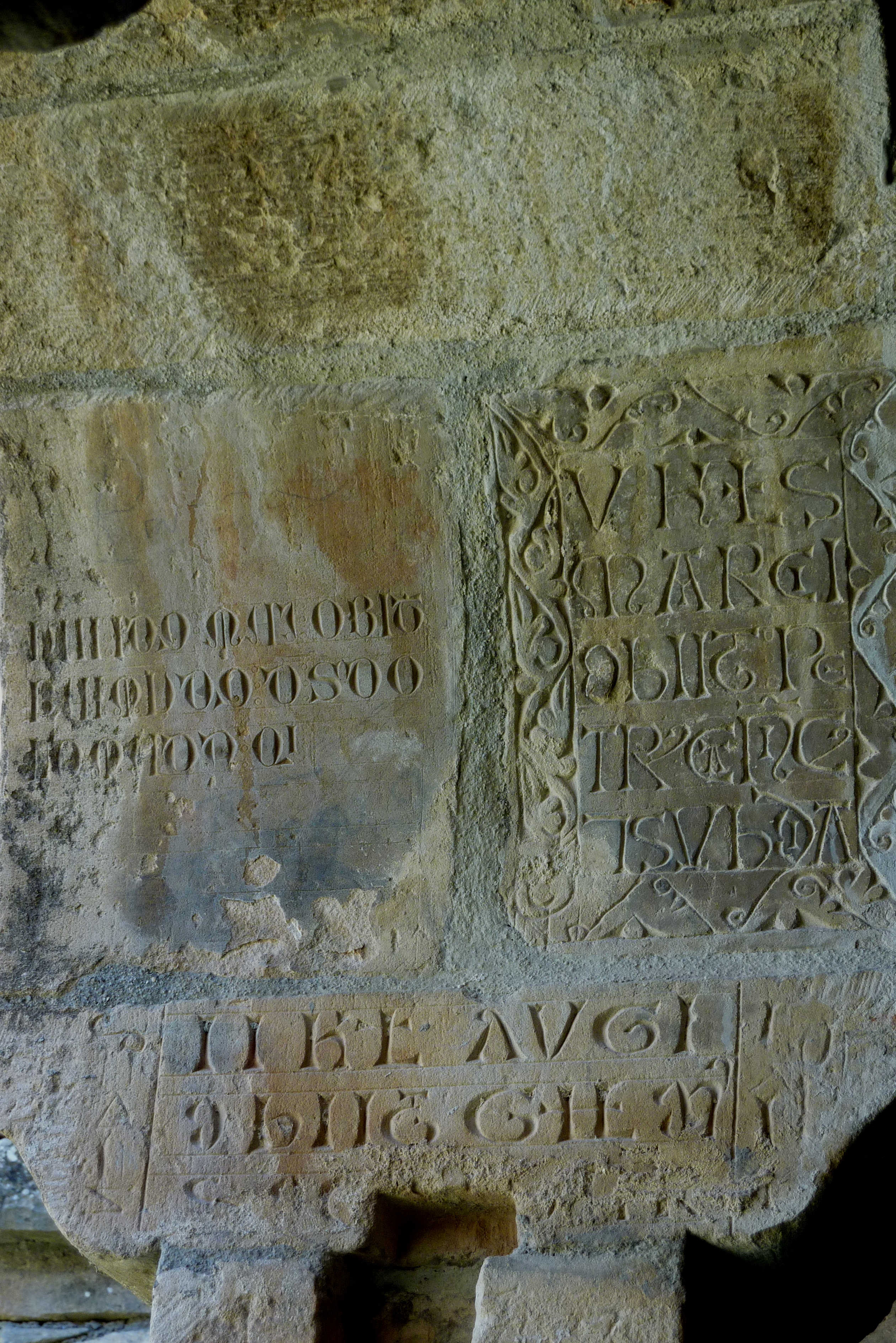
Inschriften
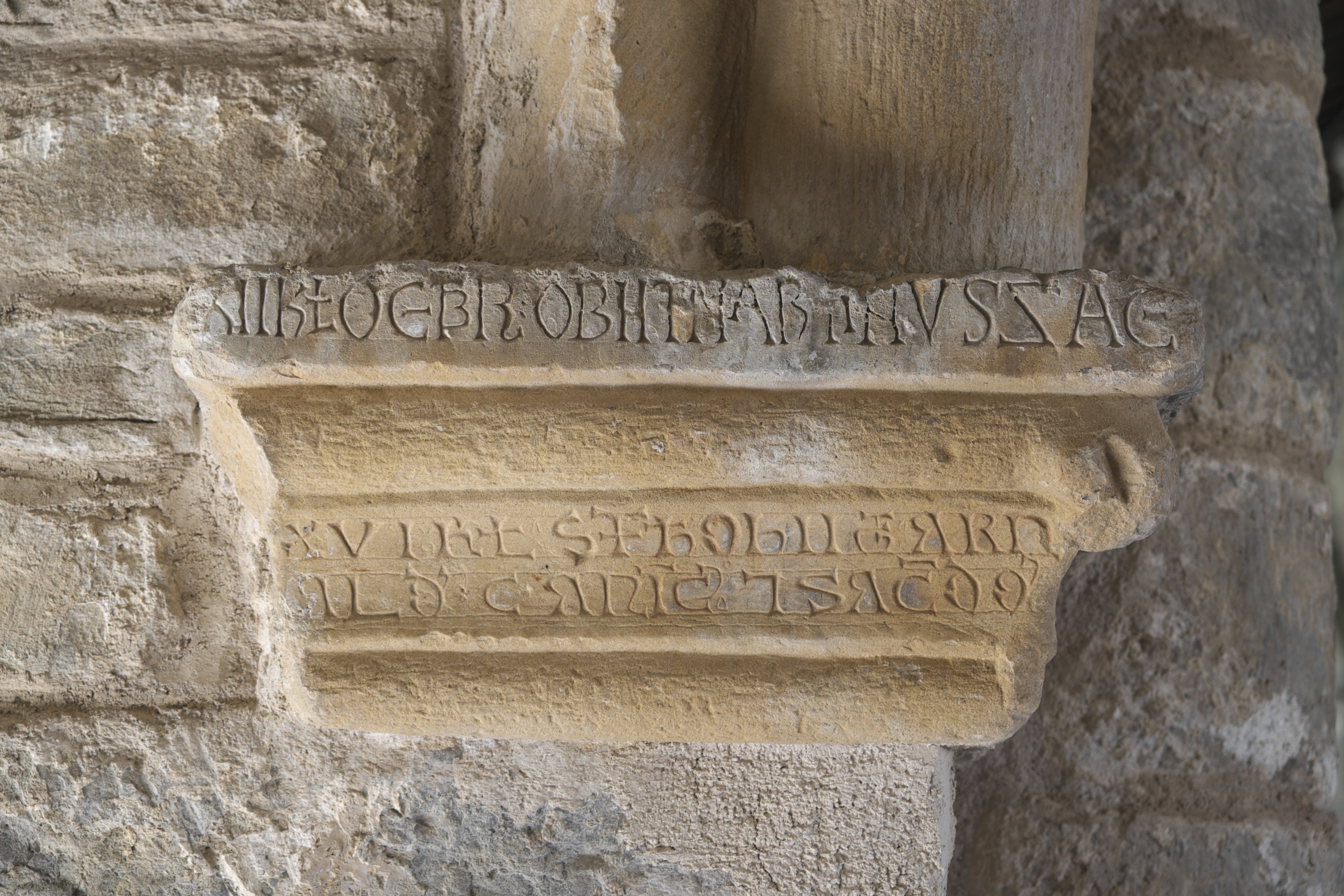
Inschriften